# 伊賀弘三良
伊賀 弘三良（いが こうざぶろう、1928年3月16日 – 1998年11月22日）は兵庫県出身の編集者、出版事業家。祥伝社元社長。

## 概要
兵庫県神崎郡香寺町出身。旧制姫路中学校から陸軍予科士官学校、旧制第六高等学校を経て東京大学文学部仏文科卒業。
もともと作家志望だったが、渡辺一夫教授により神吉晴夫に紹介され、1953年、大卒一期生として光文社に入社。同期に、のちの祥伝社社長藤岡俊夫がいた。出版局に配属され、1955年、京大の動物学者伊谷純一郎に『高崎山のサル』を書かせてヒットを飛ばす。
1959年、カッパ・ノベルス創刊編集長に昇進。以後、カッパ・ブックスの編集長を兼任。ノベルスからは松本清張の社会派推理小説を続けて刊行（なお、この「社会派推理小説」という言葉を考えたのも伊賀だという説もある）。また小松左京も担当し、9年がかりの作品で伊賀の退社後の1973年に刊行される『日本沈没』を執筆を促した。
「ノベルス」誌および「月刊宝石」誌の編集長を歴任。30代の若さで役員として書籍グループの統括者となったが、労働争議により他の役員8人と共に退社し、藤岡俊夫や櫻井秀勲と共に1970年に祥伝社を設立して、取締役となる。
1970年、ノン・ブックを創刊。松原泰道『般若心経入門』や五島勉『ノストラダムスの大予言』シリーズが大ベストセラーとなる。その後さらにノン・ノベルを創刊し、平井和正、夢枕獏、菊地秀行、内田康夫などの流行作家を生む。半村良を売り出すときには伝奇推理という語を創始した。
1980年、常務取締役となる。1985年から1993年まで祥伝社社長。
以後、取締役相談役を経て出版部に戻り、編集者に復帰。川喜田二郎『野生の復興』や曽野綾子『完本・戒老録』などのヒットを飛ばす。70歳で病死。